# 後藤早紀
後藤早紀（1991年5月26日—），日本女性配音員。出身於茨城縣。身高162cm。

## 人物簡介
隸屬於尾木製作THE NEXT。東京聲優學院（舊名東京媒體學院）聲優養成科畢業。
興趣是作詞、唱歌。特技有唱歌、小號吹奏、打籃球。

## 演出作品
※粗體字表示說明飾演的主要角色。

### 電視動畫
2012年
- 超譯百人一首戀歌。

2013年
- 帥哥救護隊 天使護士（黃色護士[2]）

2016年
- DAYS（女子）

2018年
- 伊藤潤二驚選集（少女2、女子）

### 網路動畫
2016年
- 神奇寶貝Generations

### 廣播劇
- 啊！安部禮司 ～BEYOND THE AVERAGE（日语：NISSAN あ、安部礼司〜BEYOND THE AVERAGE）（Tokyo FM）－下妻涼子

### 舞台
- 東京媒體學院畢業公演「羈絆」

## 來源
1. 1 2 3 4 5  . 尾木製作.   [2016-11-16]. （原始内容存档于2022-02-16） （日语）.
2. ↑  . Twitter.   [2016-11-16]. （原始内容存档于2021-02-07） （日语）.

## 外部連結
- 尾木製作THE NEXT公式官網的聲優簡介 （页面存档备份，存于） （日語）
- 後藤早紀的X（前Twitter） （日語）